# Кармај (Илиноис)
Кармај (енгл. Carmi) град је у америчкој савезној држави Илиноис. По попису становништва из 2010. у њему је живело 5.240 становника.

## Демографија
Према попису становништва из 2010. у граду је живело 5.240 становника, што је 182 (3,4%) становника мање него 2000. године.
| Група             | 2000.         | 2010.         |
| Белци             | 5.298 (97,7%) | 5.061 (96,6%) |
| Афроамериканци    | 26 (0,5%)     | 34 (0,6%)     |
| Азијати           | 13 (0,2%)     | 17 (0,3%)     |
| Хиспаноамериканци | 35 (0,6%)     | 92 (1,8%)     |
| Укупно            | 5.422         | 5.240         |